# Ogrožena vrsta
Ogrožena vrsta je vrsta, za katero je zelo verjetno, da bo v bližnji prihodnosti izumrla, bodisi po vsem svetu ali le v določenih državah ali regijah. Ogrožene vrste so lahko ogrožene zaradi dejavnikov, kot so izguba habitata, krivolov, invazivne vrste in podnebne spremembe. Rdeči seznam Mednarodne zveze za ohranjanje narave (IUCN) navaja globalni ohranitveni status številnih vrst, različne druge organizacije izvajajo ocene na lokalnih ravneh. Mnoge države imajo zakone za zaščito ogroženih vrst, ki na primer prepovedujejo lov, omejevanje gradnje na naravnih območjih ali ustvarjajo zavarovana območja. Za nekatere ogrožene vrste se izvajajo posebni programi, ki vključujejo vzrejo v ujetništvu in obnovo njihovega naravnega okolja.
Človekova dejavnost je pomemben vzrok za ogroženost nekaterih vrst.

## Ohranitveno stanje
Ohranitveno stanje vrste nakazuje verjetnost, da bo izumrla. Pri ocenjevanju stanja vrste se upošteva več dejavnikov; na primer statistični podatki, kot so število preostalih osebkov, skupno povečanje ali zmanjšanje populacije skozi čas, stopnje uspešnosti razmnoževanja ali znane nevarnosti. Rdeči seznam ogroženih vrst IUCN je najbolj znan sistem za določanje in razvrščanje ohranitvenega stanja vrst po svetu.
Ocenjuje se, da več kot polovici vrst na svetu grozi izumrtje, vendar je mejo med kategorijami, kot so »ogrožene«, »redke« ali »lokalno izumrle« vrste, pogosto težko določiti zaradi splošnega pomanjkanja podatkov o večini teh vrst. To velja zlasti za svetovni ocean, kjer lahko ogrožene vrste, ki jih desetletja niso opazili, izumrejo neopažene.
Na mednarodni ravni je 195 držav podpisalo sporazum o oblikovanju Akcijskega načrta ohranjanja biotske raznovrstnosti, ki bodo zaščitili ogrožene vrste. V Sloveniji je 20. decembra 2001 Vlada RS sprejela dokument "Strategija ohranjanja biotske raznovrstnosti v Sloveniji". Pripravo strategije je finančno podprl Globalni sklad za okolje (Global Environmental Facility). 
V Združenih državah se takšni načrti običajno imenujejo Species Recovery Plans.Rdeči seznam IUCN

### Rdeči seznam IUCN
Čeprav je Rdeči seznam IUCN poimenovan kot seznam je pravzaprav sistem za ocenjevanje globalnega ohranitvenega stanja vrst,  ki vključuje tudi vrste s statusom "premalo podatkov" (DD) – vrste, za katere je treba zbrati več podatkov in opraviti dodatne ocene, preden se lahko določi njihovo stanje – kot tudi vrste, celovito ocenjene s postopkom ocenjevanja vrst s strani IUCN. V indeks so vključene vrste, kot so sesalci, ptice, dvoživke in korale. Vrste s statusom "potencialno ogrožene " (NT) in "najmanj ogrožene" (LC) so ocenili in ugotovljeno je bilo, da imajo razmeroma robustne in zdrave populacije, čeprav so lahko te v upadanju. Seznam uporablja izraze "ogrožene vrste (threatened species)" in "prizadete vrste (endangered species)" s posebnimi pomeni, ki se razlikujejo od njihove splošne rabe: "prizadete" (EN-Endangered) vrste ležijo med "ranljivimi " (VU-Vulnerable) in "skrajno ogroženimi" (CR-Critically Endangered) vrstami. Leta 2012 je v Rdečem seznamu IUCN uvrščenih prizadetih (EN) 3.079 živalskih in 2.655 rastlinskih vrst po vsem svetu.

### Rdeči seznam v Sloveniji
V "Pravilnik o uvrstitvi ogroženih rastlinskih in živalskih vrst v Sloveniji" v rdeči seznam je uvrščenih 59 vrst sesalcev, 162 vrst ptic in dodatno vsi pevci z izjemo 3 vrst, 24 vrst plazilcev, 19 vrst dvoživk, 74 vrst rib in piškurjev, 192 vrst hroščev, 223 vrst metuljev, vse vrste kačjih pastirjev ter 141 vrst rakov in dodatno še vse vrste iz 5 rodov rakov.
Kategorije ogroženosti v rdečem seznamu rastlinskih in živalskih vrst v Sloveniji so:
- izumrla vrsta (Ex) je kategorija ogroženosti, v katero se uvrstijo vrste, ki so bile na območju Republike Slovenije dokazano navzoče v naravnih populacijah in so v preteklosti gotovo izumrle oziroma so bile iztrebljene na celotnem območju Republike Slovenije.
- domnevno izumrla vrsta (Ex?) je kategorija ogroženosti, v katero se uvrstijo pogrešane vrste, katerih navzočnost je bila na območju Republike Slovenije znana, že daljši čas pa jih kljub iskanju ni več najti in obstaja utemeljeni sum, da so te vrste izumrle.
- prizadeta vrsta (E) je kategorija ogroženosti, v katero se uvrstijo vrste, katerih obstanek na območju Republike Slovenije ni verjeten, če bodo dejavniki ogrožanja delovali še naprej. Številčnost teh vrst se je zmanjšala na kritično stopnjo oziroma njihova številčnost zelo hitro upada v večjem delu areala.
- ranljiva vrsta (V) je kategorija ogroženosti, v katero se uvrstijo vrste, za katere je verjetno, da bodo v bližnji prihodnosti prešle v kategorijo prizadete vrste, če bodo dejavniki ogrožanja delovali še naprej. Številčnost vrste se je v velikem delu areala zmanjšala oziroma se zmanjšuje. Vrste so zelo občutljive na kakršnekoli spremembe oziroma poseljujejo habitate, ki so na človekove vplive zelo občutljivi.
- redka vrsta (R) je kategorija ogroženosti, v katero se uvrstijo vrste, ki so potencialno ogrožene zaradi svoje redkosti na območju Republike Slovenije in lahko v primeru ogrožanja hitro preidejo v kategorijo prizadete vrste.
- vrsta zunaj nevarnosti (O) je kategorija ogroženosti, v katero se uvrstijo vrste, ki na območju Republike Slovenije niso več ogrožene, vendar pa so pred prenehanjem ogroženosti sodile v eno od kategorij ogroženosti, pri čemer obstaja potencialna možnost ponovne ogroženosti.
- neopredeljena vrsta (I) je kategorija ogroženosti, v katero se uvrstijo vrste, za katere se domneva, da so ogrožene na območju Republike Slovenije, vendar je na razpolago premalo podatkov, da bi jih lahko uvrstili v eno od kategorij ogroženosti iz druge do šeste alinee tega člena.
- premalo znana vrsta (K)  je kategorija ogroženosti, v katero se uvrstijo vrste, za katere je na razpolago premalo podatkov za opredelitev ogroženosti.

## Vzroki ogroženosti

### Invazivne vrste
Vnos tujerodnih vrst na neko območje lahko poruši ekosistem do te mere, da postanejo domorodne vrste ogrožene. Takšne vrste imenujemo tujerodne ali invazivne. Včasih invazivne vrste tekmujejo z domorodnimi vrstami za hrano ali jih plenijo. Včasih pa porušijo stabilno ekološko ravnovesje s plenjenjem ali drugimi dejavniki, kar vodi v nepričakovano zmanjšanje števila domorodnih vrst. Nove vrste lahko prenašajo tudi bolezni, na katere domorodne vrste niso odporne.

### Podnebne spremembe
Svetovni sklad za naravo (WWF) poudarja, da se naš planet segreva hitreje kot kadar koli v zadnjih 10.000 letih, zaradi česar se morajo vrste prilagajati novim podnebnim vzorcem, kot so spremembe v količini padavin in daljša, toplejša poletja.
Svetovna zveza za varstvo narave (IUCN) poroča, da približno 1°C dvig povprečne globalne temperature zaradi človekovih dejavnosti močno vplival na vrste, kar vključuje spremembe v številčnosti, genetski sestavi, vedenju in preživetju. IUCN poudarja pomen okoljskih politik, usmerjenih v zmanjšanje emisij CO2, da bi omilili vpliv podnebnih sprememb na vrste. Orodja, kot sta Rdeči seznam IUCN in smernice za ocenjevanje ranljivosti vrst zaradi podnebnih sprememb, so ključnega pomena za prizadevanja za ohranjanje vrst.
Poleg tega lahko podnebne spremembe povzročijo zmanjšanje vrst na območjih, kjer so nekoč uspevale, saj so prisiljene migrirati ali celo izumreti zaradi neugodnih razmer, invazivnih vrst in razdrobljenosti. Študija, ki jo navaja WWF, je pokazala, da eni od šestih vrst grozi izumrtje zaradi podnebnih sprememb, če ne bomo ukrepali. Fenomen vrst, ki spreminjajo svoja območja razširjenosti kot odziv na spreminjajoče se podnebje, je iskanje novih ali manjših habitatov, kar kaže na neposreden vpliv globalnega segrevanja na biotsko raznovrstnost. Drug velik problem je naraščajoča kislost oceanov, ki jo povzroča presežek CO2 v ozračju. To ustvarja kisle razmere v oceanu, kar ustvarja negostoljubno okolje za ribe, rastline in druge ključne vrste, kot so koralni grebeni.
Na primer cesarski pingvini za razmnoževanje, zavetje in hrano potrebujejo antarktični morski led. Taljenje ledenih plošč neposredno ogroža njihov obstoj. 
Spremembe pri živalih se dogajajo tudi v Sredozemskem morju. Univerza iz Tel Aviva v Izraelu je leta 2021 objavila raziskavo, kjer ugotavljajo, da podnebne spremembe silijo živali v Sredozemskem morju, da se premikajo v vse večje globine, kjer je temperatura vode nižja. Strokovnjaki so v prvi tovrstni raziskavi preučili 236 živalskih vrst, ki živijo v Sredozemskem morju, od rib in rakov do mehkužcev. Ugotovili so, da se mnoge vrste selijo tudi 55 metrov globlje, da bi se tako izognile toplejši vodi tik pod gladino. V teh globinah ima voda približno 6°C.

## Ohranjanje

### Vzreja v ujetništvu
Vzreja v ujetništvu je postopek vzreje redkih ali ogroženih vrst v okolju, ki ga nadzoruje človek, z omejenimi pogoji, kot so naravni rezervati, živalski vrtovi in druge ustanove za ohranjanje vrst. Namenjena je reševanju vrst pred izumrtjem in zagotavljanju stabilne populacije, da vrsta ne izgine.
Ta tehnika je uspešno delovala pri številnih vrstah že dolgo časa, med najstarejšimi primeri pa so menagerije evropskih in azijskih vladarjev, primer je Davidov jelen. Vendar pa so tehnike vzreje v ujetništvu pogosto težko izvedljive za zelo mobilne vrste, kot so nekatere ptice selivke (npr. žerjavi) in ribe (npr. indijska vitka čepa). Če je vzrejna populacija premajhna, lahko pride do parjenja v sorodstvu zaradi zmanjšanega genskega sklada in zmanjšane imunosti vrst.

### Zasebne farme
Medtem ko krivolov močno zmanjša populacijo ogroženih živali, profitna zasebna vzreja dosega nasprotno. Bistveno je povečala populacije južnega črnega in južnega belega nosoroga. Richard Emslie, znanstveni sodelavec pri IUCN, je o takšnih programih dejal: »Učinkovito izvajanje zakonov je zdaj veliko lažje, saj so živali v veliki meri v zasebni lasti ... Lokalne skupnosti nam je uspelo vključili v programe ohranjanja. Vedno več je ekonomskih spodbud za skrb za nosoroge, namesto za krivolov, na primer z ekoturizmom ali prodajo za dobiček. Zato jih mnogi lastniki varujejo.  Zasebni sektor je ključnega pomena za podporo našemu delu.« 
Strokovnjaki za ohranjanje narave ocenjujejo vpliv reje želv na Kitajskem na populacije divjih želv na Kitajskem in v jugovzhodni Aziji – kjer so številne vrste ogrožene – kot »slabo razumljene«. Čeprav pohvalijo postopno zamenjavo želv, ujetih v naravi, z želvami, vzrejenimi na farmah – se je delež osebkov, vzrejenih na farmah v »vidni« trgovini povečal s približno 30% leta 2000 na približno 70% leta 2007 – jih skrbi, da rejci pogosto lovijo divje živali za plemensko vzrejo. Strokovnjak za ohranjanje narave Peter Paul van Dijk je opozoril, da rejci želv pogosto verjamejo, da so divje živali boljša izbira za vzrejo, zato lovijo tudi zadnje preostale primerke nekaterih ogroženih vrst želv.
Leta 2015 so raziskovalci v Avstraliji raziskovalci uspeli vzgojiti južne modroplavute tune v rezervoarjih na kopnem, kar povečuje možnost, da bi lahko ribogojništvo pomagalo rešiti to vrsto zaradi čezmernega ribolova.

## Galerija
- Čeprav je morska vidra prizadeta vrsta ima relativno veliko populacijo.
- Fotografija iz 1870-ih let prikazuje lobanje ameriških bizonov. Zaradi pretiranega lova je do leta 1890 njihova populacija upadla na samo 750 primerkov.
- Tasmanski vragi so na kopenski Avstraliji izumrli pred približno 600 leti, njihovo izumrtje pripisujejo predvsem prihodu dingov. Na Tasmaniji so preživeli.
- Glavata kareta je ogrožena zaradi uničevanja peščenih plaž, na katerih gnezdijo.
- V Sloveniji je sviščev mravljiščar uvrščen na Rdeči seznam ogroženih metuljev kot prizadeta vrsta.
- Primorski koščak je vrsta, ki ga ogrožajo regulacije vodotokov, onesnaževanje, račja kuga in vnašanje tujih vrst rakov.
- Celinski mahagoni je ogrožen zaradi slabega naravnega obnavljanja, kar še dodatno poslabšujejo sečnja in gozdarske prakse.
- Število osebkov omorike se zmanjšuje zaradi slabega obnavljanja, nezmožnosti konkuriranja drugim drevesnim vrstam in podnebnih sprememb.